# Hampton Falls (Nuevo Hampshire)
Hampton Falls es un pueblo ubicado en el condado de Rockingham en el estado estadounidense de Nuevo Hampshire. En el Censo de 2010 tenía una población de 2.236 habitantes y una densidad poblacional de 68,99 personas por km².

## Geografía
Hampton Falls se encuentra ubicado en las coordenadas 42°55′29″N 70°53′11″O / 42.92472, -70.88639. Según la Oficina del Censo de los Estados Unidos, Hampton Falls tiene una superficie total de 32.41 km², de la cual 31.57 km² corresponden a tierra firme y (2.58%) 0.84 km² es agua.

## Demografía
Según el censo de 2010, había 2.236 personas residiendo en Hampton Falls. La densidad de población era de 68,99 hab./km². De los 2.236 habitantes, Hampton Falls estaba compuesto por el 97.81% blancos, el 0.4% eran afroamericanos, el 0.04% eran amerindios, el 0.76% eran asiáticos, el 0% eran isleños del Pacífico, el 0.22% eran de otras razas y el 0.76% pertenecían a dos o más razas. Del total de la población el 0.63% eran hispanos o latinos de cualquier raza.